# Lost (6.ª temporada)
A Sexta e última temporada da série de televisão norte-americana de drama, Lost, composta por dezoito episódios, foi ao ar pela ABC nos Estados Unidos, e pela CTV no Canadá, em 2 de fevereiro de 2010, com término no dia 23 de maio de 2010.

## Sinopse
O voo 815 da Oceanic Airlines se partiu ao meio e caiu no Oceano Pacífico, deixando 48 passageiros vivos e presos em uma ilha remota no Pacíficio Sul. Os sobreviventes são formados por um diverso grupo de pessoas de diferentes jornadas na vida - um médico, uma fugitiva, um golpista, um torturador, um casal coreano e um homem confinado em uma cadeira de rodas que agora está curado. Enquanto os sobreviventes tentam chegar em casa, flashbacks (e flashforwards) iluminam suas vidas cheias de problemas antes da queda, quando a ilha onde eles se encontram presos começa a revelar lentamente sua misteriosa natureza. Fé, razão, destino e livre arbítrio irão colidir enquanto a ilha oferece oportunidades tanto para corrupção como para redenção... mas será esse o seu verdadeiro propósito? Esse é o maior mistério de todos.
Com apenas 18 horas restantes até o último episódio ser exibido, as violentas viagens temporais da ilha terminaram por Locke quando ele foi para fora da ilha numa tentativa de persuadir os Oceanic 6 a voltarem. De volta à ilha, a permanência dos sobreviventes na Vila DHARMA no final dos anos 70 foi terminada quando seus disfarces foram descobertos e quando foram acusados de ajudar "Os Outros", além de Sayid ter sido gravemente ferido durante um tiroteio. Ainda mais, Ben matou Jacob a pedido de Locke. Mas já que o corpo de Locke foi encontrado dentro do caixão, quem - ou o que - é John Locke? E se Juliet foi bem-sucedida na detonação da bomba de hidrogênio, ela conseguiu resetar o tempo, permitindo ao voo 815 aterrissar à salvo em Los Angeles, ou a ilha foi destruída junto com seus habitantes?
A série se tornou um fenômeno global na televisão; agora, Lost, a épica aventura da ABC se aproxima do fim. Depois do explosivo final da 5ª temporada, tudo está indefinido para os sobreviventes do voo 815. Ninguém sabe o que o futuro reserva. O sacrifício de Juliet para salvar seus amigos funcionará? Será que Kate conseguirá escolher de uma vez por todas entre Jack e Sawyer? Sun e Jin conseguirão se reunir? Seria tarde demais para salvar Claire? Seja lá o que aguarda todos na ilha, uma coisa é certa: a hora da verdade chegou. Descubra o segredo guardado em Locke, reveja antigos conhecidos, e descubra como a poderosa e épica disputa entre Jacob e o misterioso homem de preto termina. Chegou a hora da empolgante conclusão dessa viciante e instigante série.

## Elenco

### Elenco Principal
| Ator              | Personagem                  | Frequência   |
| ----------------- | --------------------------- | ------------ |
| Matthew Fox       | Jack Shephard               | 15 episódios |
| Evangeline Lilly  | Katy Austen                 | 20 episódios |
| Josh Holloway     | James Ford "Sawyer"         | 12 episódios |
| Emilie de Ravin   | Claire Littleton            | 13 episódios |
| Jorge Garcia      | Hugo Reyes "Hurley"         | 15 episódios |
| Yunjin Kim        | Sun Kwon                    | 12 episódios |
| Daniel Dae Kim    | Jin Kwon                    | 12 episódios |
| Michael Emerson   | Benjamin Linus              | 12 episódios |
| Ken Leung         | Miles Straume               | 14 episódios |
| Henry Ian Cusick  | Desmond David Hume          | 8 episódios  |
| Jeff Fahey        | Frank Lapidus               | 12 episódios |
| Nestor Carbonell  | Richard Alpert              | 10 episódios |
| Zuleikha Robinson | Ilana Verdansky             | 9 episódios  |
| Naveen Andrews    | Sayid Jarrah                | 14 episódios |
| Terry O'Quinn     | John Locke e Homem de Preto | 15 episódios |

### Elenco Recorrente
| Ator               | Personagem      | Frequência  |
| ------------------ | --------------- | ----------- |
| Alan Dale          | Charles Widmore | 6 episódios |
| Kimberley Joseph   | Cindy Chandler  | 5 episódios |
| Sheila Kelly       | Zoe             | 5 episódios |
| Mark Pellegrino    | Jacob           | 5 episódios |
| Sam Anderson       | Bernard Nadler  | 4 episódios |
| L. Scott Caldwell  | Rose Henderson  | 4 episódios |
| Kenton Duty        | jovem Jacob     | 4 episódios |
| Mickey Graue       | Zack            | 4 episódios |
| Kiersten Havelock  | Emma            | 4 episódios |
| Fred Koehler       | Seamus          | 4 episódios |
| Dylan Minnette     | David Shephard  | 4 episódios |
| Daniel Roebuck     | Leslie Arzt     | 4 episódios |
| Hiroyuki Sanada    | Dogen           | 4 episódios |
| Dominic Monaghan   | Charlie Pace    | 4 episódios |
| John Hawkes        | Lennon          | 3 episódios |
| Elizabeth Mitchell | Juliet Burke    | 3 episódios |
| Ian Somerhalder    | Boone Carlyle   | 3 episódios |

### Atores Convidados
| Ator                 | Personagem               | Frequência  |
| -------------------- | ------------------------ | ----------- |
| Dayo Ade             | Justin                   | 2 episódios |
| Fionnula Flanagan    | Eloize Hawking           | 2 episódios |
| François Chau        | Pierre Chang             | 2 episódios |
| Sonya Walger         | Penelope Widmore         | 2 episódios |
| Anthony Azizi        | Omar                     | 2 episódios |
| Kevin Durand         | Martin Keamy             | 2 episódios |
| Andrea Gabriel       | Noor Abed Jazeem "Nadia" | 2 episódios |
| Neil Hopkins         | Liam Pace                | 2 episódios |
| Fredric Lehne        | Edward Mars              | 2 episódios |
| Tania Raymonde       | Alex                     | 2 episódios |
| Katey Sagal          | Helen Norwood            | 2 episódios |
| Titus Welliver       | Homem de Preto           | 2 episódios |
| Sean Whalen          | Neil "Frogurt"           | 2 episódios |
| Jeremy Davis         | Daniel Faraday           | 2 episódios |
| Maggie Grace         | Shannon Rutherford       | 2 episódios |
| Rebecca Mader        | Charlotte Lewis          | 2 episódios |
| Cynthia Watros       | Libby                    | 2 episódios |
| John Terry           | Christian Shephard       | 1 episódio  |
| Michelle Rodriguez   | Ana Lucia Cortez         | 1 episódio  |
| Harold Perrineau Jr. | Michael Dawson           | 1 episódio  |
| Mira Furlan          | Danielle Rousseau        | 1 episódio  |
| Bruce Davison        | Douglas Brooks           | 1 episódio  |
| Andrew Divoff        | Mikhail Bakunin          | 1 episódio  |
| Billy Ray Gallion    | Randy Nations            | 1 episódio  |
| Jon Gries            | Roger Linus              | 1 episódio  |
| Greg Grunberg        | Seth Norris apenas voz   | 1 episódio  |
| Veronica Hamel       | Margo Shephard           | 1 episódio  |
| Brad William Henke   | Bram                     | 1 episódio  |
| Lillian Hurst        | Carmen Reyes             | 1 episódio  |
| Suzanne Krull        | Lynn Karnof              | 1 episódio  |
| William Mapother     | Ethan Rom                | 1 episódio  |
| Rob McElhenney       | Aldo                     | 1 episódio  |
| Fisher Stevens       | George Minkowski         | 1 episódio  |
| Kevin Tighe          | Anthony Cooper           | 1 episódio  |

### Participação Especial
| Ator                 | Personagem | Frequência     |
| -------------------- | ---------- | -------------- |
| Malcolm David Kelley | Walt Lloyd | cenas cortadas |

## Episódios
| Título | Estreia                      | Código  | Personagem(ns) Central(is)                         | #             |  |
| --- | ---------------------------- | ------- | -------------------------------------------------- | ------------- |  |
| |                              |         |                                                    |               |  |
| LOST: Final Chapter (LOST: Capítulo Final) | 31 de janeiro 2 de fevereiro | 600     | Recapitulação                                      |               |  |
| A ABC novamente convida os ávidos espectadores de "Lost" para ter um outro olhar em uma das mais faladas e criticamente aclamadas séries. "Lost: Final Chapter" irá explorar a série de um jeito que irá atualizar os espectadores—mas qual os espectadores atuais também vão achar iluminador - O especial vai mostrar o acidente do Voo 815, os mistérios da ilha, seus habitantes, os Oceanic 6, as mudanças violentas ao longo do tempo na ilha e da detonação da bomba de hidrogênio. Ele também irá mergulhar em algumas das perguntas que foram respondidas, e aqueles que ainda permanecem um mistério.                                                                                                 |                              |         |                                                    |               |  |
| |                              |         |                                                    |               |  |
| LA X, Partes 1 e 2 (Aeroporto de Los Angeles: Partes 1 e 2) | 2 de fevereiro de 2010       | 601 602 | Jack, Hurley, Jin, Sun Kate, Sawyer, Sayid e Locke | 01/02 104/105 |  |
| As consequências da detonação da bomba de hidrogénio provocada por Juliet são reveladas em LA X. |                              |         |                                                    |               |  |
| |                              |         |                                                    |               |  |
| What Kate Does (O Que a Kate Faz) | 9 de fevereiro de 2010       | 603     | Kate                                               | 03 106        |  |
| Kate foge em busca de Sawyer, enquanto Jack é desafiado com algo que poderia acabar com a vida de um amigo. Locke se encontra com Richard e o captura. |                              |         |                                                    |               |  |
| |                              |         |                                                    |               |  |
| The Substitute (O Substituto) | 16 de fevereiro de 2010      | 604     | Locke                                              | 04 107        |  |
| Locke leva Sawyer a uma caverna, onde revela a ele o motivo dele e seus companheiros estarem na ilha. |                              |         |                                                    |               |  |
| |                              |         |                                                    |               |  |
| Lighthouse (Farol) | 23 de fevereiro de 2010      | 605     | Jack                                               | 05 108        |  |
| Hurley deve convencer Jack a acompanhá-lo em uma missão não especificada, e Jin se depara com uma velha amiga. |                              |         |                                                    |               |  |
| |                              |         |                                                    |               |  |
| Sundown (Pôr do Sol) | 2 de março de 2010           | 606     | Sayid                                              | 06 109        |  |
| Claire é enviada por Locke ao templo, e é capturada pelos seus habitantes. Lá Kate tem a chance de conversar com ela. Sayid é enviado em uma missão para matar Locke. Mais tarde, volta para dar um aviso aos residentes do templo. |                              |         |                                                    |               |  |
| |                              |         |                                                    |               |  |
| Dr. Linus | 9 de março de 2010           | 607     | Ben                                                | 07 110        |  |
| Ben tem uma de suas mentiras reveladas para o grupo em que estava, e lida com as consequências de seu ato. Locke dá a ele a chance de fugir. |                              |         |                                                    |               |  |
| |                              |         |                                                    |               |  |
| Recon (Reconhecimento) | 16 de março de 2010          | 608     | Sawyer                                             | 08 111        |  |
| Locke envia Sawyer para a ilha Hydra para fazer um reconhecimento. Lá, além do avião, ele encontra Wildmore, e utiliza sua lábia para conseguir o melhor para ele mesmo. |                              |         |                                                    |               |  |
| |                              |         |                                                    |               |  |
| Ab Aeterno (Desde a eternidade) | 23 de março de 2010          | 609     | Richard                                            | 09 112        |  |
| Ao ser questionado sobre o que fazer em seguida, Richard Alpert se vê bastante perdido, e vai até o local onde, séculos atrás, havia dado fim à sua parceria com "Locke". Os flashbacks mostram como Richard chegou à ilha, como conheceu "Locke" e Jacob, e como passou a servir Jacob em troca da imortalidade. |                              |         |                                                    |               |  |
| |                              |         |                                                    |               |  |
| The Package (O Pacote) | 30 de março de 2010          | 610     | Sun e Jin                                          | 10 113        |  |
| Sun e Jin continuam desesperadamente sua busca um pelo outro. Locke vai em busca de Sun, e a informa sobre estar com Jin. A equipe de Wildmore ataca o grupo de Locke e leva Jin à ilha Hydra. Locke vai à ilha Hydra para recuperar Jin, e se encontra com Wildmore. |                              |         |                                                    |               |  |
| |                              |         |                                                    |               |  |
| Happily Ever After (Felizes Para Sempre) | 6 de abril de 2010           | 611     | Desmond                                            | 11 114        |  |
| Desmond acorda e descobre que está de volta a ilha, e Charles Wildmore o obriga a fazer uma experiência relacionada a resistência a eletromagnetismo. Após a experiência, Desmond adquire uma nova visão de vida. |                              |         |                                                    |               |  |
| |                              |         |                                                    |               |  |
| Everybody Loves Hugo (Todo Mundo Ama o Hugo) | 13 de abril de 2010          | 612     | Hurley                                             | 12 115        |  |
| Hurley conversa com Michael, que o pede para não deixar explodirem o avião. Hurley realiza o pedido de Michael, e tenta convencer o grupo a não explodi-lo. Para isso, vai até o Pérola, explode todas as dinamites, e leva parte do grupo para conversar com Locke. |                              |         |                                                    |               |  |
| |                              |         |                                                    |               |  |
| The Last Recruit (O Último Recruta) | 20 de abril de 2010          | 613     | Locke, Sawyer, Claire Jack, Jin, Sun e Sayid       | 13 116        |  |
| Locke manda Saiyd matar Desmond, e Sawyer trazer um barco para levar seu grupo à ilha Hydra. Sawyer aproveita para chamar Kate, Jack, Hugo, Sun e Lapidus para fugir para a ilha Hydra sem Locke, com o propósito de capturar o submarino de Wildmore e usá-lo para sair da ilha. |                              |         |                                                    |               |  |
| |                              |         |                                                    |               |  |
| The Candidate (O Candidato) | 4 de maio de 2010            | 614     | Jack e Locke                                       | 14 117        |  |
| Jack é levado à ilha Hydra por Locke, junto a Sayid. Lá, ele se encontra com o restante do seu pessoal, e trilham um caminho em busca de um meio de transporte para sair da ilha junto a Locke. Mas Sawyer tem um plano para deixar Locke de fora da fuga, e o executa. |                              |         |                                                    |               |  |
| |                              |         |                                                    |               |  |
| Across the Sea (Além do Mar) | 11 de maio de 2010           | 615     | Jacob e O Homem de Preto                           | 15 118        |  |
| É explicada a história de Jacob e seu irmão gêmeo, o Homem de Preto, na ilha, desde o nascimento. É revelado de onde veio seus poderes, o que motiva Jacob a proteger a ilha, e a origem da rivalidade com o Homem de Preto. |                              |         |                                                    |               |  |
| |                              |         |                                                    |               |  |
| What They Died For (Pelo Que Eles Morreram) | 18 de maio de 2010           | 616     | Jacob, Jack, Desmond e Ben                         | 16 119        |  |
| Locke busca "terminar o que começou" e eliminar o restante dos candidatos, e com a ajuda de Ben, se encontra novamente com Charles Wildmore. Enquanto isso, o grupo de Jack procura por Desmond, e se encontra com Jacob, que dá suas últimas explicações. Jack se oferece para se tornar o novo guardião, no lugar de Jacob. |                              |         |                                                    |               |  |
| |                              |         |                                                    |               |  |
| LOST: The Final Journey (LOST: A Viagem Final) | 23 de maio de 2010           |         | Recapitulação                                      |               |  |
| A ABC novamente convida os ávidos espectadores de "Lost" para dar uma olhada no final de uma das mais faladas e criticamente aclamadas séries. "Lost: The Final Journey" , comemora o show, mostrando como tudo começou em 2004, o processo que levou à produção de uma série desse escopo no Havaí além de mostrar como Lost se tornou um fenômeno não só nos Estados Unidos, mas em todo o mundo. Atores que ainda estão na série ou já fizeram parte dela, refletem sobre a experiência de terem feito parte de Lost e sobre suas percepções com relação ao fim. |                              |         |                                                    |               |  |
| |                              |         |                                                    |               |  |
| The End, Parts 1 and 2 (O Fim: Partes 1 e 2) | 23 de maio de 2010           | 617 618 | Todos                                              | 17/18 120/121 |  |
| Jack, Desmond, e o Homem de Preto se enconram, e vão ao coração da ilha. Desmond desce a caverna e encontra a luz. Jack e o Homem de Preto se confrontam. Kate, Claire, Sawyer, Miles, Richard e Frank vão até o avião para deixar a ilha de vez. Jack se sacrifica para salvar a ilha, e passa o título de guardião da ilha para Hurley. A cena de enceramento acaba com Jack ouvindo um som de avião se aproximando, e percebe que é o avião da Ajira 316, que conseguiu decolar da ilha. Jack sorri, feliz por seus amigos terem conseguido deixar a ilha. Jack acaba caindo ferido no mesmo lugar onde tudo começou, na floresta de bambus. O olho de Jack se fecha, encerrando o último episódio da série. |                              |         |                                                    |               |  |
| |                              |         |                                                    |               |  |
| The New Man in Charge (O Novo Homem no Comando) | 24 de agosto de 2010 (DVD)   |         | Ben e Hurley                                       |               |  |
| Epílogo disponível no DVD da temporada, mostrando o que Hurley fez após assumir o posto de guardião da ilha, com Ben como seu assistente. |                              |         |                                                    |               |  |

## Datas da Exibição de "The End"
| Dia                | Emisora | Pais           |
| 23 de maio de 2010 | ABC     | Estados Unidos |
| 23 de maio de 2010 | CTV     | Canadá         |
| 23 de maio de 2010 | Cuatro  | Espanha        |
| 24 de maio de 2010 | FOX     | Portugal       |
| 25 de maio de 2010 | AXN     | Brasil         |
| 26 de maio de 2010 | 7TWO    | Austrália      |
| 28 de maio de 2010 | Sky One | Inglaterra     |